# Four (Francoforte sul Meno)
Four è un complesso di quattro grattacieli di Francoforte sul Meno in Germania.

## Storia
Il sito del complesso era precedentemente occupato da uno dei primi grattacieli di Francoforte, il Deutsche Bank Investment Banking Center Frankfurt (IBCF), completato nel 1971 e demolito nel 2018 per far spazio ai nuovi grattacieli dopo essere stato venduto da Deutsche Bank al promotore immobiliare Groß & Partner nel 2015. I lavori di costruzione del nuovo complesso, progettato dallo studio di architettura olandese UNStudio dell'architetto Ben van Berkel, sono iniziati nel 2022 e saranno ultimati nel 2024.

## Descrizione
Il complesso si trova nel distretto di Innestadt di Francoforte. Si compone di quattro torri con diverse destinazioni d'uso con altezze di 233, 173, 120 e 100 metri. Le quattro torri, orientate per massimizzare la penetrazione di luce solare, sono collegate alla base da un podio alto alcuni piani.